# Jeff Foote
Jeffrey „Jeff” Bernard Foote (ur. 14 lipca 1987 w Lockwood) – amerykański koszykarz, występujący na pozycji środkowego. 
Absolwent Uniwersytetu Cornell. Były zawodnik klubów Maccabi Tel Awiw, Club Melilla Baloncesto, Zastal Zielona Góra oraz Springfield Armor.
W 2012 reprezentował New Orleans Hornets, podczas rozgrywek NBA.

## Kariera koszykarska

### Kariera uniwersytecka (do 2010)
Jeff Foote swoją karierę koszykarską rozpoczynał w szkolnej drużynie Spencer-Van Etten High School, gdzie należał do najlepszych zawodników. W 2005 roku przeniósł się do zespołu uniwersyteckiego St. Bonaventure University, jednak nie zagrał w nim w żadnym spotkaniu, po czym przeniósł się do zespołu Cornell University. Z drużyną tą od 2007 roku występował w rozgrywkach dywizji I NCAA. Należał do czołowych zawodników zespołu grającego w konferencji Ivy League. W ciągu trzech sezonów zagrał w 87 spotkaniach, w których w sumie zdobył 957 punktów, zgromadził 634 zbiórki i zanotował 157 bloków. W czasie gry na uniwersytecie dwukrotnie został wybrany Obrońcą Roku Ivy League, dwukrotnie znalazł się w „drugiej piątce” konferencji, a raz w „pierwszej piątce”. Ponadto wraz z zespołem trzykrotnie wygrywał konferencję Ivy League, a w 2010 roku awansował do 1/8 finału rozgrywek o mistrzostwo NCAA, gdzie Cornell przegrało z drużyną Uniwersytetu Kentucky, w której grali wówczas między innymi John Wall oraz DeMarcus Cousins. 

### Maccabi Tel Awiw (2010)
W czerwcu 2010 roku podpisał trzyletni kontrakt z Maccabi Tel Awiw. Ostatecznie jednak nie został podstawowym zawodnikiem tej drużyny. Wystąpił w jednym spotkaniu Izraelskiej Super Ligi, przeciwko Hapoelowi Holon, w którym zagrał 4 minuty i nie zdobył żadnego punktu. Nie zagrał także w żadnym meczu Euroligi. 

### Club Melilla Baloncesto (2010–2011)
W listopadzie tego samego roku Maccabi wypożyczyło Foote'a do końca sezonu do występującego wówczas w drugiej lidze hiszpańskiej klubu Club Melilla Baloncesto. W hiszpańskim klubie rozegrał 25 spotkań ligowych, w których w sumie zdobył 193 punkty, zgromadził 164 zbiórki i zanotował 52 bloki. Należał do podstawowych zawodników drużyny, spędzając na parkiecie średnio 22 minuty (czwarty wynik w zespole). 

### Zastal Zielona Góra (2011)
W sierpniu 2011 roku podpisał roczny kontrakt z Zastalem Zielona Góra, w którym miał zastąpić Chrisa Burgessa. W zespole wystąpił w sparingowych meczach z Polpharmą Starogard Gdański, Spójnią Stargard Szczeciński, PBG Basketem Poznań, towarzyskim turnieju o Puchar Prezesa PGE w Zgorzelcu (mecze z drużynami Turów Zgorzelec, New Yorker Phantoms Brunszwik oraz BK Pardubice), Memoriale Lecha Birgfellnera w Zielonej Górze (mecze z klubami Spišská Nová Ves, Śląsk Wrocław oraz Turów Zgorzelec) oraz Memoriale Jacka Ponickiego w Poznaniu (mecze z Kotwicą Kołobrzeg i PBG Basketem Poznań). 27 września, na prośbę zawodnika, klub rozwiązał z nim kontrakt.
W 2011 spędził obóz szkoleniowy z zespołem NBA – Portland Trail Blazers.

### Springfield Armor (2011–2012)
Jeff Foote 27 listopada 2011 roku podpisał kontrakt z klubem Springfield Armor występującym w rozgrywkach NBA Development League. W grudniu tego samego roku, po zakończeniu lokautu w NBA, został zaproszony na obóz treningowy przez Portland Trail Blazers, jednak ostatecznie klub ten nie podpisał z nim kontraktu, a Foote powrócił do występów w Springfield Armor. 25 lutego 2012 roku wystąpił w Meczu Gwiazd NBDL. Został wówczas wybrany do pierwszego składu drużyny Wschodu, a w czasie 20 minut, jakie spędził na boisku zdobył 4 punkty i miał 7 zbiórek. W sumie w klubie tym w sezonie 2011/2012 rozegrał 29 meczów, w których zdobywał średnio 14,8 punktów i miał 8,6 zbiórek.

### New Orleans Hornets (2012)
8 marca 2012 roku występujący w rozgrywkach NBA klub New Orleans Hornets podpisał z Footem 10-dniowy kontrakt. W lidze tej zadebiutował dzień później w spotkaniu przeciwko Denver Nuggets. Spędził wówczas na boisku 23 minuty, zdobywając 4 punkty i 4 zbiórki. Tym samym stał się trzecim w historii (po Milošu Babiciu i Ganim Lawalu) koszykarzem, który w swojej karierze reprezentował barwy Zastalu Zielona Góra i wystąpił w przynajmniej jednym meczu ligi NBA.
W 2012 reprezentował Brooklyn Nets, podczas letniej ligi NBA.

## Osiągnięcia
Na podstawie, o ile nie zaznaczono inaczej.
NCAA
- Uczestnik:
  - rozgrywek Sweet 16 turnieju NCAA (2010)
  - meczu gwiazd NCAA – Reese's College All-Star Game (2010)
  - turnieju Portsmouth Invitational Tournament (2010)
- Mistrz sezonu regularnego Ivy League (2008–2010)
- Obrońca roku Ivy League (2009, 2010)
- Zaliczony do:
  - I składu Ivy League (2010)
  - II składu Ivy League (2008, 2009)

Drużynowe
- Mistrz Litwy (2013)

Indywidualne
- Zaliczony do II składu D-League (2012)
- Uczestnik meczu gwiazd:
  - D-League (2012)
  - ligi litewskiej (2013)
- Lider II ligi hiszpańskiej LEB Oro w blokach (2011)

## Życie prywatne
Jeff Foote pochodzi z koszykarskiej rodziny. Jego ojciec, Don, w latach 1976–1979 występował w zespole Uniwersytetu Niagara, a starszy brat, Jesse, w latach 2001–2005 występował w drużynie Uniwersytetu Rochester. Ponadto Foote ma polskie pochodzenie. Jego babcia była Polką, która wyemigrowała do Stanów Zjednoczonych, gdzie urodziła matkę Jeffa Foote'a.